# Renzo García
Renzo Luigi García Mendoza (ur. 21 sierpnia 1986) – peruwiański zapaśnik walczący w stylu klasycznym. Ósmy na igrzyskach panamerykańskich w 2015. Dziewiąty na mistrzostwach panamerykańskich w 2015. Mistrz Ameryki Południowej w 2014 i wicemistrz w 2015. Piąty na igrzyskach boliwaryjskich w 2013 i 2017. Osiemnasty na igrzyskach wojskowych w 2019 roku.